# Лаше (Шмарє-при-Єлшах)
Лаше (словен. Laše) — поселення в общині Шмарє-при-Єлшах, Савинський регіон, Словенія. 
Висота над рівнем моря: 264,1 м.